# Татаровце
Татаровце (пол. Tatarowce) — село в Польщі, у гміні Заблудів Білостоцького повіту Підляського воєводства.
Населення — 50 осіб (2011).
У 1975-1998 роках село належало до Білостоцького воєводства.

## Демографія
Демографічна структура станом на 31 березня 2011 року:
|          | Загалом | Допрацездатний вік | Працездатний вік | Постпрацездатний вік |
| -------- | ------- | ------------------ | ---------------- | -------------------- |
| Чоловіки | 25      | 1                  | 21               | 3                    |
| Жінки    | 25      | 3                  | 14               | 8                    |
| Разом    | 50      | 4                  | 35               | 11                   |